# Munyegero
Munyegero är ett vattendrag i Burundi. Det ligger i den nordöstra delen av landet, 110 km öster om huvudstaden Bujumbura.
Omgivningarna runt Munyegero är en mosaik av jordbruksmark och naturlig växtlighet. Runt Munyegero är det ganska tätbefolkat, med 222 invånare per kvadratkilometer.